# Monasterio de Ócsa
El monasterio de Ócsa (en húngaro: Ócsai Premontrei kolostor), fue fundado por la Orden religiosa Premonstratense en el siglo XIII, y actualmente funciona como la iglesia calvinista de la ciudad de Ócsa, en Hungría. El monasterio de Ócsa es una de las pocas obras de la arquitectura románica, que han logrado sobrevivir hasta la actualidad en Hungría.

## Historia
El monasterio fue construido en 1234, según aparece en un libro de registros de las Iglesias, donde es mencionado. En el paso del siglo XII al XIII, en el lugar del monasterio existía una aldea, cuyos habitantes se mudaron cercanamente cuando comenzó la construcción del complejo religioso. La iglesia está compuesta por tres naves y fue santificada en honor a la Virgen María.

A mediados del siglo XVI, en parte por el peligro de los invasores turcos otomanos, y por el estallido de la reforma de Lutero, los sacerdotes abandonaron el complejo religioso. De esta forma, los calvinistas pronto tomaron el sitio y lo utilizaron hasta mediados del siglo XVII. Para 1675 el monasterio ya carecía de techo, y para 1702 la situación de su estado empeoró aún más, ante esto los católicos intentaron recuperar la iglesia de manera no extiosa, y los calvinistas finalmente obtuvieron el permiso real de María Teresa I de Austria para poder restaurarlo.
En los siguientes años el monasterio y su iglesia sufrieron más perdidas aún, en 1872 un rayo causó graves daños, en 1884 un incendio, comenzando su restauración final en 1897. Entre 1922 y 1924 las torres fueron elevadas un nivel más alto según los planes del arquitecto húngaro Ernő Foerk, y de 1986 a 1992 se lelvó a cabo una investigación arqueológica que permitió el conocimiento de detalles medievales de la estructura. 

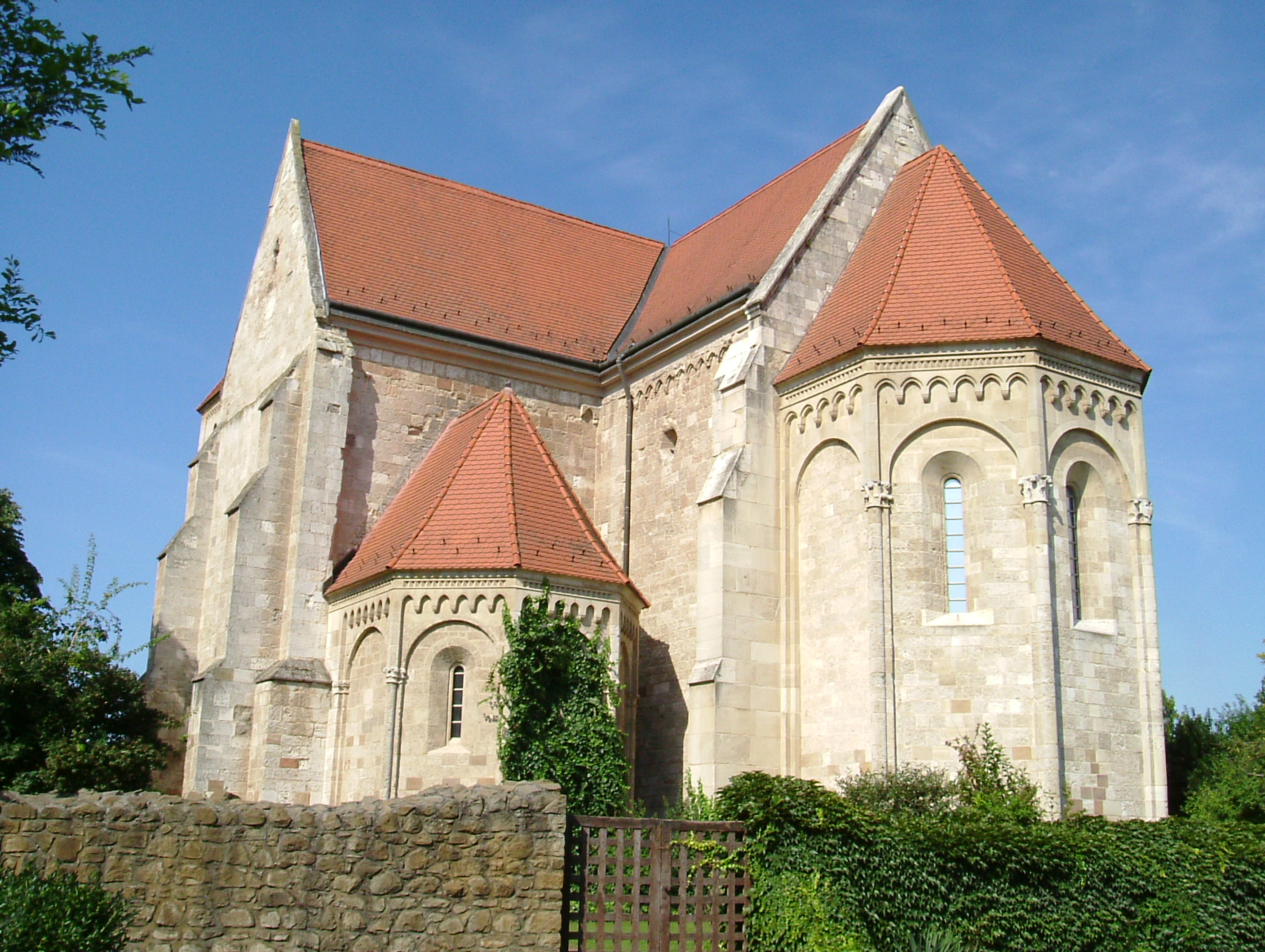
Ábside de la iglesia
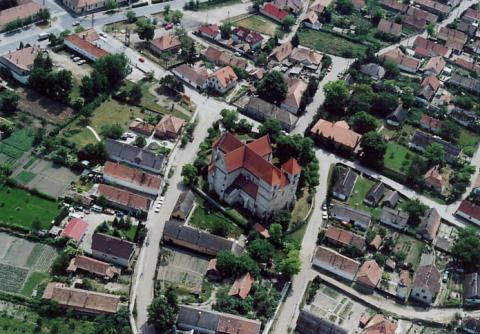
Vista aérea
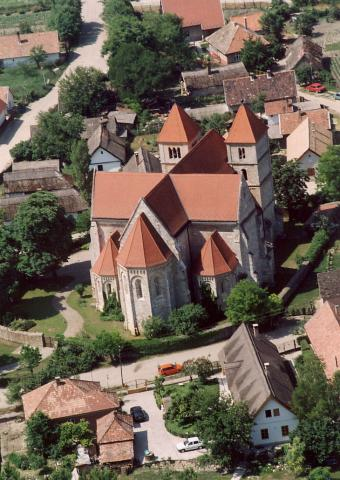
Vista aérea del ábside
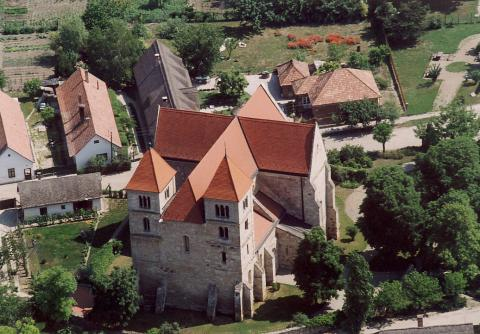
Vista aérea de la fachada
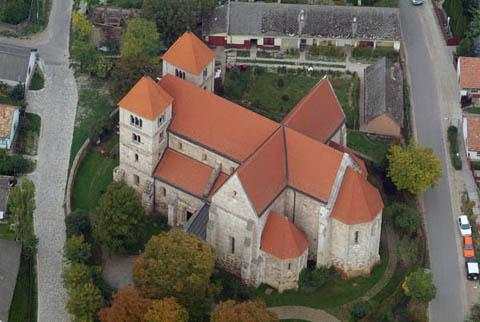
Vista aérea del lateral